# Жилой дом завода «Победит»
Жилой дом завода «Победит» — памятник архитектуры и истории во Владикавказе, Северная Осетия. Объект культурного наследия России регионального значения. Здание, связанное с жизнью известных общественных деятелей Северной Осетии. Находится в исторической части города на пересечении улиц Куйбышева, Маркуса и Тамаева.
Здание построено в 1937 году. «С»-образный дом в своём основании зеркально повторяет расположенный на севере от него Дом 4 на улице Маркуса/ Дом 34 на улице Джанаева/ Дом 33 на улице Тамаева. Оба здания образуют единый архитектурный ансамбль в границах улиц Джанаева, Тамаева, Куйбышева и Маркуса.
В доме проживали известные общественные, культурные деятели и артисты Северной Осетии:
- В 1945—1959 годах — участник борьбы за Советскую власть Максим Борисович Блиев;
- В 1943—1961 года — писатель Тазрет Урусбиевич Бесаев. С 1962 до своей кончины в 1981 году проживал в квартире № 39 дома № 16 на Набережной улице[3];
- В 1943—1961 годах — писатель Созырыко Аузбиевич Бритаев;
- В 1947—1966 годах — писатель Харитон Давидович Плиев;
- В 1940—1941 годах — писатель Тотырбек Исмаилович Джатиев;
- В 1937—1948 годах — композитор Андрей Семенович Тотиев;
- В 1939—1946 годах — артист Соломон Кириллович Таутиев;
- В 1943—1946 годах — артистка Варвара Савельевна Каргинова;
- Герой Советского Союза Хаджимурза Заурбекович Мильдзихов.

## Галерея

Мемориальная доска на доме №17 на улице Куйбышева. Авторы: Умар Гасиев и Надежда Боллаева. Установлена в 1997 году[4].
Мемориальная доска Хаджимурзе Заурбековичу Мильдзихову на доме №29 на улице Тамаева. Установлена в 2013 году[5].